# Bob-Weltmeisterschaft 1985
Die 38. Bob-Weltmeisterschaften fanden 1985 zum dritten Mal auf der italienischen Natureisbahn in Cervinia statt.

## Männer

### Zweierbob
Datum: 19./20. Januar 1985
Teilnehmer: 29 Mannschaften aus 16 Ländern
| Platz | Land   | Sportler                             | 1. Lauf min | 2. Lauf min | 3. Lauf min | 4. Lauf min | Endzeit min     |
| ----- | ------ | ------------------------------------ | ----------- | ----------- | ----------- | ----------- | --------------- |
| 1     | GDR I  | Wolfgang Hoppe Dietmar Schauerhammer | 1:04,87     | 1:05,35     | 1:04,39     | 1:04,11     | 4:18,72         |
| 2     | GDR II | Detlef Richter Steffen Grummt        | 1:05,75     | 1:04,64     | 1:04,67     | 1:04,70     | 4:19,76 +1,04 s |
| 3     | URS I  | Zintis Ekmanis Nikolai Schirow       | 1:05,52     | 1:05,50     | 1:05,61     | 1:05,74     | 4:22,37 +3,65 s |
| 4     | SUI II | Erich Schärer André Kiser            | 1:06,12     | 1:05,54     | 1:05,58     | 1:05,29     | 4:22,53 +3,81 s |
| 5     | SUI I  | Hans Hiltebrand Meinrad Müller       | 1:06,27     | 1:05,88     | 1:05,20     | 1:05,37     | 4:22,72 +4,00 s |
| 6     | URS II | Jānis Ķipurs Māris Poikāns           | 1:05,99     | 1:06,04     | 1:05,27     | 1:06,05     | 4:23,35 +4,63 s |

### Viererbob
Datum: 26./27. Januar 1985
Teilnehmer: 23 Mannschaften aus 14 Ländern
| Platz | Land   | Sportler                                                      | 1. Lauf min | 2. Lauf min | 3. Lauf min | 4. Lauf min | Endzeit min     |
| ----- | ------ | ------------------------------------------------------------- | ----------- | ----------- | ----------- | ----------- | --------------- |
| 1     | GDR I  | Bernhard Lehmann Matthias Trübner Ingo Voge Steffen Grummt    | 1:03,52     | 1:03,91     | 1:02,97     | 1:03,66     | 4:14,06         |
| 2     | GDR II | Detlef Richter Dietmar Jerke Bodo Ferl Matthias Legler        | 1:04,04     | 1:04,09     | 1:03,31     | 1:03,19     | 4:14,63 +0:57 s |
| 3     | SUI I  | Silvio Giobellina Heinz Stettler Urs Salzmann Rico Freiermuth | 1:03,82     | 1:03,90     | 1:03,61     | 1:03,48     | 4:14,81 +0,75 s |
| 4     | SUI II | Ralph Pichler Celeste Poltera Gustav Weder Roland Beerli      | 1:03,91     | 1:04,26     | 1:03,66     | 1:03,48     | 4:15,31 +1,25 s |
| 5     | ITA II | Wolf Pasquale Gesuito Beikirchner Stefano Ticci               | 1:04,15     | 1:04,45     | 1:03,65     | 1:03,44     | 4:15,69 +1,63 s |
| 6     | AUT I  | Peter Kienast Franz Siegl Christian Mark Gerhard Redl         | 1:04,10     | 1:04,33     | 1:03,86     | 1:03,43     | 4:15,72 +1,66 s |

## Medaillenspiegel
| Platz | Land                            | Gold | Silber | Bronze | Gesamt |
| ----- | ------------------------------- | ---- | ------ | ------ | ------ |
| 1     | Deutsche Demokratische Republik | 2    | 2      | 0      | 4      |
| 2     | Schweiz                         | 0    | 0      | 1      | 1      |
| 2     | Sowjetunion                     | 0    | 0      | 1      | 1      |